# Eresia gudruna
Eresia gudruna är en fjärilsart som beskrevs av Johannes Karl Max Röber 1914. Eresia gudruna ingår i släktet Eresia och familjen praktfjärilar. Inga underarter finns listade i Catalogue of Life.